# Fenyő Márta
Fenyő Márta Katalin (Budapest, 1946. június 8. –) fizikus, a polarizáltfény-terápia (Evolite, Bioptron, Sensolite) kifejlesztője.

## Pályája
A középiskolát Budapesten, az Eötvös József Gimnáziumban végezte, majd 1969-ben fizikusi diplomát szerzett az ELTE Természet Tudományi karán. Egyetemi tanulmányai során a Medicor Művektől társadalmi ösztöndíjat kapott, ezért első munkahelye a MEDICOR Orvosi műszereket gyártó vállalat volt. Itt került kapcsolatba az orvostechnikai kutatással és fejlesztéssel. Már munkaviszonyának kezdetén megszületett első jelentősebb találmánya, az Optix röntgenkép korrektor, amely az átvilágítási röntgenképek kontrasztját és kontúrjait emeli ki a jobb és biztosabb diagnosztizálás céljából, fele akkora röntgen dózis felhasználása mellett. 1978–1981 között a Semmelweis Orvostudományi Egyetem Biofizikai Intézetében dolgozott, ahol a lézerfény biológiai hatásait vizsgálta makromolekulákon.
Fenyő Márta fiatal fizikusként 1980-ban kereste fel Mester Endre professzor laboratóriumát a Szabolcs Utcai Kórházban, ahol  kis teljesítményű lézerfénnyel jó eredményekkel kezeltek lábszárfekélyes betegeket Mester professzor 1967-es felfedezése alapján.
További eredményei a digitális képkiértékelés felhasználásával történő automatizált vércsoport, valamint kvalitatív vérkép meghatározás elméletének kidolgozása, részletes és átfogó tanulmány készítése az ultrahang-diagnosztika magyarországi bevezetése érdekében, Evolite-lámpa kifejlesztése, amelyet 1980 és 1985 között szabadalmaztatott.
1990-ben Bioptron Gyógycentrum néven fényterápiás rendelőt nyitott Budapesten. A gyógycentrumban polarizáltfény-terápiával kezelik a betegeket. Munkája segítette a teljes testfelület kezelésére is alkalmas polarizáltfény-terápiás ágy kidolgozásában, kifejlesztésében. 1991-ben nyújtotta be első szabadalmi bejelentését a teljes emberi testfelület kezelésére is alkalmas nagy kiterjedésű polarizáltfény-fürdővel kapcsolatban („Polárium”).
Fenyő Márta 2004-es elsőbbségi időponttal szabadalmaztatta ezt a technológiát, ami először az Amerikai Egyesült Államokban, ezt követően az európai országokban szabadalmi oltalmat kapott. 2007-ben találkozott Klein Péterrel  és munkatársaival, akikkel közösen kifejlesztették  a Sensolite fényágyat, amelynek prototípusa 2008 novemberére készült el. A nagyközönség a fényágyat 2009 júniusa óta használja, azóta számos gyógyulásról referáltak. A márka fénykorában összesen 19 Sensolite Gyógycentrum működött Magyarországon.
A magyar vízilabda-válogatott tagjai 2011 óta rendszeresen használják a Sensolite fényágyat sérüléseik gyors gyógyítására, valamint a regenerálódásra, fizikai erőnlétük fenntartására. Vittek magukkal egy fényágyat a 2012-es londoni olimpiára is.

## Családja
Férjezett. Két lánya van, Éva pszichiáter, Judit pedig közgazdász. Öt unoka nagymamája.

## Díjai, kitüntetései
- 1985 – WIPO (World Exhibition of Young Inventors) fődíja az Evolite lámpáért
- 1986 – Zenith aranyérem az Evolite lámpáért
- 1987 – BNV Nagydíj az Evolite lámpáért
- Aranyérem a Bioptron Gyógycentrum létrehozásáért és egyedülálló modelljéért az Eureka 96 brüsszeli Nemzetközi Találmányi Világkiállításon
- A brüsszeli polgármester kiemelkedő jelentőségű találmányokért évenként egyetlen alkalommal odaítélt díja
- 1998 és 2002 – GENIUS díj a Genius Találmányi Kiállításokon a polarizált fényterápia felfedezéséért illetve annak a teljes test kezelésére alkalmas kiterjesztéséért
- 2000 – Aranyérem a teljes testfelület polarizáltfény-kezelését tartalmazó találmányért a brüsszeli Eureka 2000 Nemzetközi Találmányi Világkiállításon
- 2006 – Az Esélyegyenlőségi Minisztérium Pro Familiae Életmű Díja a polarizáltfény-terápia felfedezésnek az emberek gyógyításában betöltött szerepéért
- 2011 – A La Femme Magazin „Az 50 legbefolyásosabb magyar nő” közé választotta értékteremtő és értékközvetítő életútjáért[3]